# YouTube-netwerk
Een YouTube-netwerk, Multi-Channel Network of MCN is een netwerk waar actieve gebruikers van YouTube zich bij kunnen aansluiten. YouTube-netwerken zijn zelfstandige bedrijven die goedgekeurd zijn door Google Inc., de eigenaar van YouTube. Via het YouTube-netwerken krijgt de youtuber, als producent van videomateriaal, ondersteuning bij de verspreiding van zijn video's. Zo zorgt het netwerk ervoor dat de youtuber niet zelf aan de slag hoeft met Google AdSense, het mechanisme om inkomsten te vergaren via advertenties. Ook bieden veel netwerken extra's aan zoals gratis muziek, bescherming tegen auteursrechtproblemen en logo-ontwerpers. In ruil eisen de meeste netwerken van hun aangesloten leden een deel van hun advertentieinkomsten (revenue share) of zelfs het auteursrecht op het geüploade materiaal.
In de Verenigde Staten zijn er al vele grote YouTube-netwerken, maar in Nederland begint de markt de laatste jaren pas te groeien.
Er bestonden ook vele subnetwerken. Dit waren netwerken die meestal te klein waren om een zelfstandig netwerk op te richten en daarom onderdeel waren van een groter netwerk. YouTube heeft in 2016 subnetwerken verboden.